# Eduard Gans
Eduard Gans, född den 22 mars 1798 (enligt andra uppgifter 1797) i Berlin, död där den 5 maj 1839, var en tysk jurist.

## Biografi
Eduard Gans föddes av förmögna judiska föräldrar. Han studerade juridik, först vid universitetet i Berlin, sedan vid Göttingens universitet, och slutligen vid Heidelbergs universitet där han närvarade vid Friedrich Hegels föreläsningar och blev djupt intagen av principerna i den hegelska filosofin. Efter att ha avlagt doktorsgraden återvände han 1820 till Berlin som föreläsare. År 1825 konverterade han till kristendomen, och året därefter utnämndes han till extra ordinarie, och 1828 ordinarie, professor vid den juridiska fakulteten i Berlin.
Vid denna tid var den historiska skolan den rådande teorin inom juridiken, och Gans, med sin hegelska inställning till att behandla rätten historiskt, började ägna sig åt successionsrätt. Hans huvudverk är Erbrecht in weltgeschichtlicher Entwicklung. Eduard Gans var Thibauts lärjunge och sökte tillämpa den hegelska filosofins kategorier inom allmän rättslära samt bidrog väsentligt till spridandet av de hegelska teorierna. Han kom därigenom i skarp opposition mot Savigny och den efter hand härskande så kallade historiska skolan.
Åren 1830 och 1835 reste Gans till Paris, där han stiftade bekantskap med parisisk litteraturkritik och vitter kultur. Hans liberala hållning i politiska frågor ledde till att han hamnade i onåd hos Preussens regering, och hans utgivna föreläsningar Vorlesungen über der Geschichte der letzten fünfzig Jahre förbjöds. Han fortsatte dock att verka som professor till sin död.
Gans var lärare åt Karl Marx.